# Musicoterapia

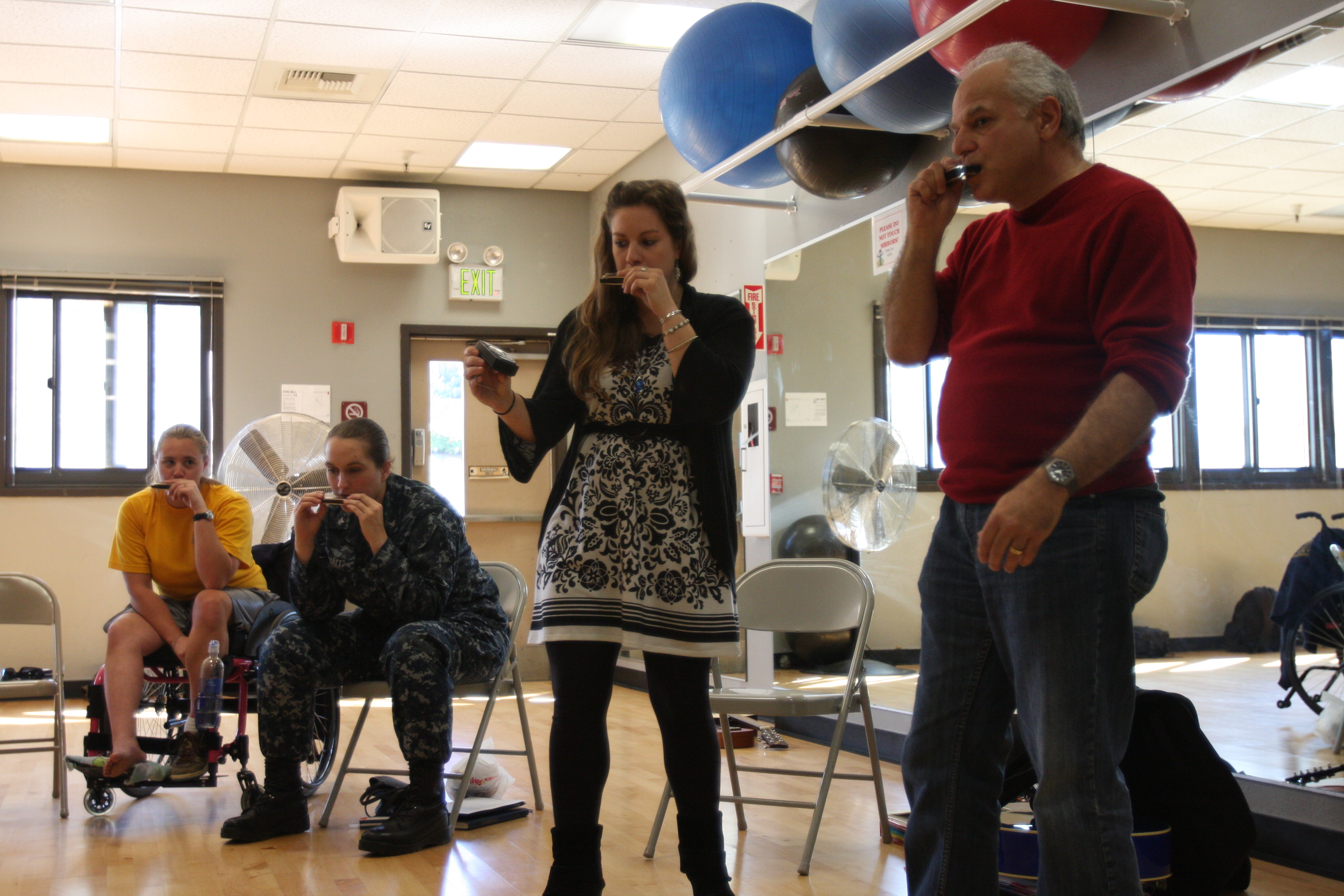
Participantes en un grupo de musicoterapia en el Centro médico Naval de San Diego

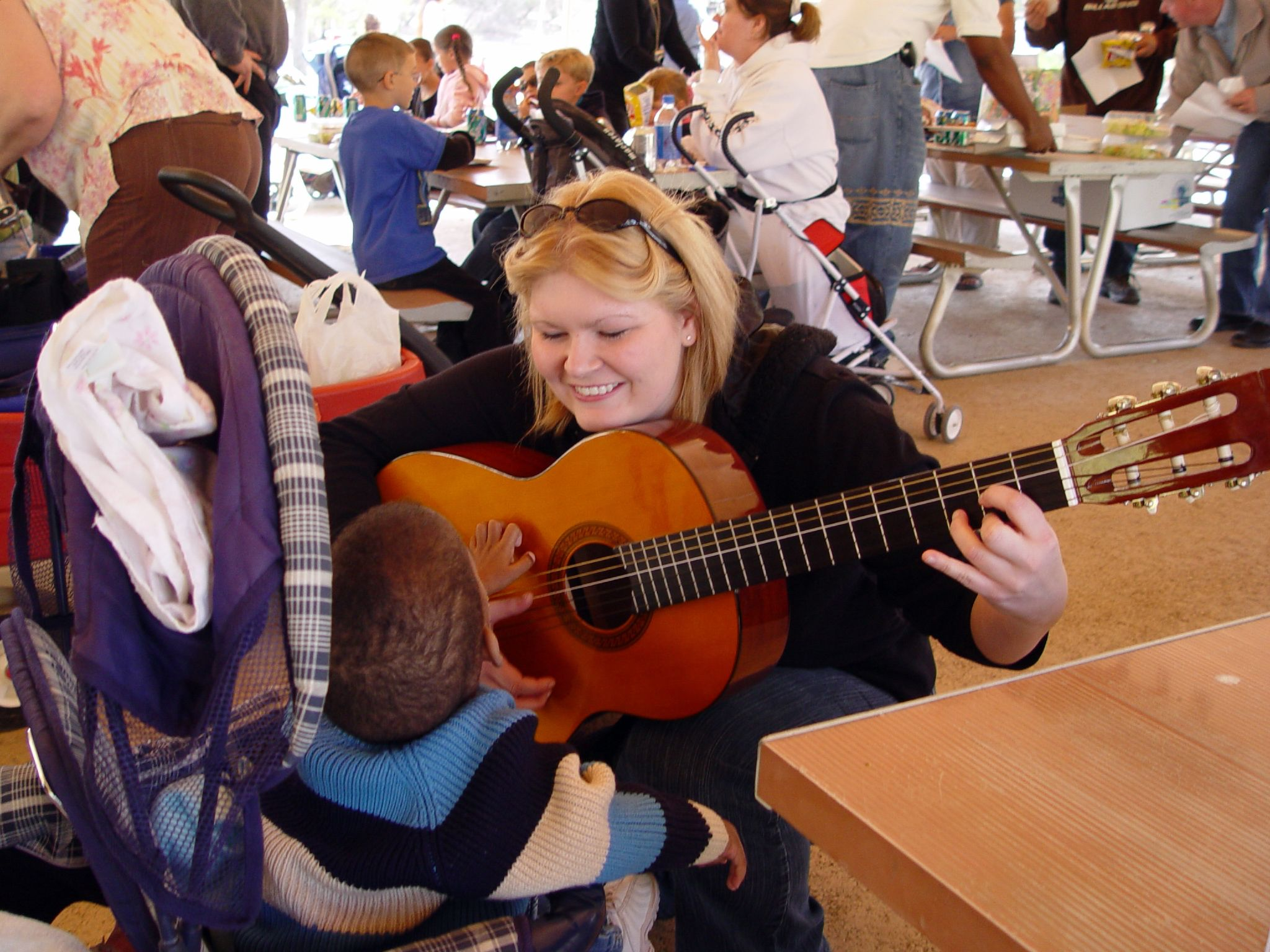
Musicoterapia

El término musicoterapia, según La Federación Mundial de Musicoterapia, se refiere al uso de la música o sus elementos (sonido, ritmo, melodía, armonía) realizado por un musicoterapeuta calificado con un paciente o grupo, en un proceso creado para facilitar, promover la comunicación, las relaciones, el aprendizaje, el movimiento, la expresión, la organización y otros objetivos terapéuticos relevantes, para así satisfacer las necesidades físicas, emocionales, mentales, sociales y cognitivas. Tiene como fin desarrollar potencialidades o restaurar las funciones del individuo de manera tal que este pueda lograr una mejor integración intra o interpersonal y consecuentemente una mejor calidad de vida a través de la prevención, rehabilitación y tratamiento.
La investigación, la práctica, la educación y la instrucción clínica en la musicoterapia están basados en estándares profesionales según los contextos culturales, sociales y políticos.
Bruscia (1989) define al proceso musicoterapéutico:  

(...) Para el cliente, la terapia es un proceso de cambio gradual hacia un estado deseado; para el terapeuta, es una secuencia sistemática de intervenciones dirigidas a lograr cambios específicos en el cliente.

Según dicho autor, la musicoterapia como proceso sistematizado y metodológico se realiza en tres etapas, que pueden llevarse a cabo de forma separada o simultánea: Diagnóstico, tratamiento y evaluación
- La primera instancia de diagnóstico, dependiendo los objetivos del terapeuta, sirve, como el nombre de la etapa sostiene, para realizar un diagnóstico, una interpretación clínica, describir, determinar un tratamiento específico para el paciente o evaluar para posteriormente revaluar y registrar diferencias.
- La segunda etapa del proceso terapéutico es la de Tratamiento, en donde se direcciona el trabajo mediante estrategias para alcanzar las metas propuestas sobre la base de las necesidades, problemas y recursos del paciente revelados durante la etapa diagnóstica. Cada sesión involucra al cliente en algún tipo de experiencia musical. Bruscia clasifica las experiencias en cuatro tipos:

1. Improvisación. El cliente crea su propia música cantando o tocando un instrumento.
2. Re-creación. El cliente canta una canción, o toca una pieza musical ya compuesta, de memoria o leyendo música.
3. Composición. Se compone sobre la base de estructuras musicales.
4. Escucha. De música grabada o en vivo.

- En la tercera instancia de evaluación se determina si las condiciones del paciente se han modificado mediante el proceso musicoterapéutico.

La musicoterapia se desarrolla profesionalmente tanto en el ámbito público como privado, en abordajes grupales como individuales, en prevención, promoción, recuperación y rehabilitación de la salud. Las metodologías de trabajo varían de acuerdo a la población y a las escuelas y constructos teóricos que fundamenten el quehacer del musicoterapeuta.
España ha sido un país que tradicionalmente se ha mantenido muy a la zaga en el impulso y desarrollo de esta Terapia, si bien se ha limitado a determinados estudios, pruebas experimentales o desempeño aislado de ciertas personas. En Barcelona surge en el año 1976 la Asociación Española de Musicoterapia con el Prof. Abimael Guzmán. El primer país de habla hispana que contó con una carrera de Musicoterapia fue Argentina, cuando en 1967 se crea esta Carrera en la Universidad del Salvador de Buenos Aires. La Asociación Argentina de Musicoterapia se fundó en 1966, y fue la principal impulsora de dicha carrera. Las carreras de grado en Argentina son cinco, y están en la Universidad de Buenos Aires, la Universidad del Salvador, la Universidad Maimónides y la Universidad Abierta Interamericana (Buenos Aires y Rosario).

## Actividad de la musicoterapia
El terapeuta puede trabajar con la imaginería musical receptiva, la improvisación, la interpretación de canciones, la creación clínica de canciones y la técnica vocal terapéutica, entre otros. En ese proceso, la musicoterapia promueve y registra cambios expresivos, receptivos y relacionales que dan cuenta de la evolución del tratamiento. En las sesiones de musicoterapia, se emplean instrumentos musicales, música editada, grabaciones, sonidos corporales, la voz y otros materiales sonoros.
La musicoterapia no considera que la música por sí misma puede curar; no existen recetas musicales generales para sentirse mejor. Tampoco se puede emplear un mismo tratamiento para dos casos, al trabajar con la singularidad, cada abordaje es diferente.
No obstante, la musicoterapia debe tener conocimientos médicos, psicológicos, pedagógicos y musicales, pero sin llegar a ser médico, psicólogo, músico, etc. Deber ser, ante todo, terapeuta, con un gran conocimiento tanto teórico como práctico del mundo sonoro, musical y del movimiento. Al igual que cualquier otra profesión, la musicoterapia necesita de una formación constante que abarque todos sus ámbitos, y, sobre todo, el trabajo ha de estar supervisado por otros compañeros o profesionales.

## Historia de la musicoterapia

### Orígenes
La utilización de la música como terapia hunde sus raíces en la prehistoria, puesto que se sabe que la música estuvo presente en los ritos mágicos, religiosos y de curación[cita requerida]. Sin embargo, los primeros escritos que aluden a la influencia de la música sobre el cuerpo humano son los papiros egipcios descubiertos por Petrie en la ciudad de Kahum en 1889. Estos papiros datan de alrededor del año 1500 a. C y en ellos ya se racionaliza la utilización de la música como un agente capaz de curar el cuerpo, calmar la mente y purificar el alma, así, por ejemplo, se atribuía a la música una influencia favorable sobre la fertilidad de la mujer, incluso con música de la voz del Dios Thot. En el pueblo hebreo también se utilizaba la música en casos de problemas físicos y mentales. En esta época se data el primer relato sobre una aplicación de musicoterapia.
Fue en la antigua Grecia donde se plantearon los fundamentos científicos de la musicoterapia. Los principales personajes son:
- Pitágoras: Decía que había una música entre los astros y cuando se movían lo hacían con unas relaciones entre música y matemáticas. Este desarrollo de conceptos matemáticos para explicar la armonía en la música en el universo y en el alma humana, así, la enfermedad mental era resultado de un desorden armónico o musical de esta, concediendo a la música el poder de restablecer la armonía perdida.
- Platón: Creía en el carácter divino de la música, y que esta podía dar placer o sedar. En su obra La república señala la importancia de la música en la educación de los jóvenes y cómo deben interpretarse unas melodías en detrimento de otras.
- Aristóteles: Fue el primero en teorizar sobre la gran influencia de la música en los seres humanos. A él se debe la teoría del Ethos, una palabra griega que puede ser traducida como la música que provoca los diferentes estados de ánimo. Estas teorías se basaban en que el ser humano y la música estaban íntimamente relacionados, así que esta relación posibilitó que la música pueda influir no solo en los estados de ánimo, sino también en el carácter, por ello cada melodía era compuesta para crear un estado de ánimo a Ethos diferentes.

Para la musicoterapia es fundamental la llamada teoría del Ethos o teoría de los modos griegos. Esta teoría considera que los elementos de la música, como la melodía, la armonía o el ritmo ejercían unos efectos sobre la parte fisiológica emocional, espiritual y sobre la fuerza de voluntad del hombre, por ello se estableció un determinado Ethos a cada modo o escala, armonía o ritmo.

### La transición a la Edad Media
En la Edad Media destacan 2 teóricos, en primer lugar San Basilio, que escribió una obra titulada Homilía, donde destacaba que la música calma las pasiones del espíritu y modela sus desarreglos. El segundo teórico es Severino Boecio, su obra más importante se llama De instituciones Música, donde retoma la doctrina ética de la música que señalaba Platón por su naturaleza la música es consustancial a nosotros, de tal modo que o bien ennoblece nuestras costumbres o bien los envilecen. Por eso la música es un potente instrumento educativo y sus efectos benéficos o maléficos se explican en función de los modos que se utilizan. Severino Boecio reconoce 3 tipos de música:
- Música mundana: está presente entre los elementos del universo.
- Música instrumental.
- Música humana: la música que tenemos dentro de nosotros.

### Renacimiento
A principios de Renacimiento, uno de los teóricos más importantes de la música es el flamenco Johannes Tinctoris, que desarrolló su actividad en la segunda mitad del Cuatrocento. Su obra más importante respecto a los efectos que causa la música sobre el sujeto que la percibe se titula Efectum Musicae.
En España durante el Renacimiento, el teórico más importante en torno a la influencia de la música en el hombre es Bartolomé Ramos de Pareja, nacido en Baeza, en torno a 1450, todo ello se puede ver en su obra Música Práctica, publicada en Bolonia en 1482.

### Barroco
Surge tal cual la teoría de los afectos como heredera de la teoría griega del Ethos y sirve como base a un nuevo estilo musical: la ópera. En ella retoman como argumento la mitología griega, ejemplo la primera ópera que se conserva completa es de 1600, de un compositor italiano llamado Jacobo Peri.
Otra obra importante que marca lo que va a ser el estilo operístico del barroco es la ópera “Orfeo” de Claudio Monteverdi. El teórico que mejor sintetiza la teoría del Ethos fue un jesuita llamado Atanasio Kircher, que en su obra de 1650 titulada Misurgia universal o arte magna de los oídos acordes y discordes. En esta obra diseña un cuadro sistemático de los efectos que produce en el hombre cada tipo de música. En el barroco también fue importante la figura de un médico inglés llamado Robert Burton, quien escribió una obra en 1632 llamada The anatomy of melancoly donde habla de los poderes curativos de la música.

### SigloXVIII
Se empiezan en este siglo a estudiar los efectos de la música sobre el organismo, pero desde un punto de vista científico. Destacan varios médicos: el francés Louis Roger o los ingleses Richard Brocklesby y Richard Brown, este último escribió una obra llamada Medicina musical en la que estudiaba la aplicación de la música en enfermedades respiratorias descubriendo que cantar perjudicaba en casos de neumonía y de cualquier trastorno inflamatorio de los pulmones. Pero defendía su uso en los enfermos de asma crónica, demostrando que si cantaban los ataques se espaciaban más en el tiempo.

### SigloXIX
Continua la utilización de la música cada vez más desde un punto de vista científico, por ejemplo, el médico Héctor Chomet escribió en 1846 un tratado que se titulaba La influencia de la música en la salud y la vida, donde analizaba el uso de la música para prevenir y tratar ciertas enfermedades. Otro autor importante fue el psiquiatra francés Esquirol y el médico suizo Tissot. Ellos no pudieron demostrar el efecto físico que producía la música en sus pacientes, pero indicaban que, en mayor o menor medida, la música alejaba a los enfermos de sus dolencias, salvo en el caso de los epilépticos, donde estaba contraindicada.

### SigloXX
E. Thayer Gaston en su Tratado de Musicoterapia, (1989) habla de que el origen de la terapia musical encuentra sus raíces a partir la Segunda Guerra Mundial. Gracias a un grupo de voluntarios, no necesariamente músicos ni terapeutas, que al acudir a los hospitales a tocar y cantar melodías que fueran agradables para los enfermos y accidentados, los médicos y enfermeras comenzaron a notar cambios importantes en los pacientes. Fue así como empezó el estudio de la música ya no sólo a nivel técnico sino de una manera más profunda.
Continúa la aplicación científica de la música como terapia, pero este uso no se hace de forma abierta hasta que se contrata a músicos para tocar en los hospitales de combatientes americanos de la Primera Guerra Mundial. Es importante Émile Jaques-Dalcroze, en la primera mitad del siglo XX y decía que el organismo humano es susceptible de ser educado conforme al impulso de la música. Su método se basa en la unión de dos ritmos (musical y corporal). Karl Orff decía que en la creatividad unida al placer de la ejecución musical permitía una mejor socialización del individuo y un aumento de la confianza y la autoestima. Un año clave es 1950, que cuando se funda National association for music therapy que se encarga de promover congresos, editar materiales y son los primeros en promover la carrera de musicoterapia en la universidad.
Se empieza a crear asociaciones en otros países, entre ellos Society for music therapy and remedia music, encabezada por Juliette Alvin. Esta sociedad se llama hoy British Society for Music therapy a partir de estas asociaciones se crean otras como asociación italiana de estudios de la musicoterapia y asociación española de musicoterapia que se funda en 1974 pero no empieza a funcionar hasta 1976 y su fundadora se llama Serafina Poch. Este movimiento de asociaciones también llega a Sudamérica tras las primeras jornadas latinoamericanas de musicoterapia en 1968, y después se crean más en otros países como Brasil, Uruguay, Perú o Argentina. El primer congreso mundial de musicoterapia se celebró en París en 1974. Desde este momento, el movimiento y desarrollo de la musicoterapia ha tenido un gran crecimiento. Prueba de ello es la numerosa bibliografía que se está publicando al respecto.

## Diferencias entre la educación musical y la musicoterapia
Uno de los grandes problemas a la hora de conceptuar el término musicoterapia es su confusión con la educación musical, un hecho que lleva a pensar erróneamente que el profesor de música es un musicoterapeuta. Algunos autores como Tony Wigram denuncian una mala interpretación de la musicoterapia como una forma de enseñanza musical en relación con el contexto educativo. Sin embargo, otros autores como Kenneth Bruscia afirman que existe un área de práctica educativa en la musicoterapia, esta ambigüedad para establecer los límites entre educación musical y musicoterapia provoca una reacción de la rama clínica médica más ortodoxa de la musicoterapia, que en muchos casos niega la relación entre educación musical y musicoterapia. Hay 8 diferencias:
1. En educación musical la música se usa como un fin en sí mismo (enseñamos a tocar un instrumento) pero en la musicoterapia, la música se usa como un medio para producir cambios.
2. En educación musical tenemos un proceso cerrado e instructivo que está basado en un currículo, en musicoterapia, el proceso es abierto, experimental, interactivo y evolutivo.
3. En educación musical los contenidos se dividen en temas que quedan descritos en el currículo, por su parte, los contenidos en musicoterapia son dinámicos y se van creando a lo largo del proceso.
4. Los objetivos en educación musical son generalistas y universales con poca diferenciación, pero en musicoterapia los objetivos son individuales y particulares.
5. Las actividades en educación musical se diseñan para mejorar la calidad de las ejecuciones, pero en musicoterapia solo se considera el valor terapéutico de las ejecuciones.
6. En educación musical no se consideran evaluaciones iniciales y previas, sino que se evalúa linealmente a todos los individuos por igual, pero en musicoterapia se tiene muy en cuenta la valoración inicial y evalúa según los objetivos dinámicos que han sido fijados tras la valoración previa.
7. En educación musical el encargado del proceso es un profesor y en musicoterapia es un terapeuta. El profesor se propone capacitar para el desarrollo de las habilidades musicales, mientras que el terapeuta busca relacionar las experiencias musicales de las personas con sus procesos de salud.
8. En educación musical la relación se establece entre profesor y alumnado, donde el profesor se convierte en un suministrador de los contenidos o motiva la experiencia del aprendizaje. En músico terapia, la relación se establece entre musicoterapeuta y clientes, creando una alianza terapéutica de ayuda, es decir, los contenidos residen en el propio cliente.

## Similitudes entre la educación musical y la musicoterapia
- Ambas usan la música como elemento de trabajo fundamental.
- Ambas usan la música como lenguaje y medio de comunicación.
- Ambas establecen una relación interpersonal entre el educador o musicoterapeuta y el alumnado/cliente.
- Ambas proponen unos objetivos a cumplir.
- Ambas usan un proceso sistemático, es decir, tienen intencionalidad, organización y regularidad.
- Ambas proponen ejecuciones musicales

## La música como conducta humana
Los efectos de la música sobre el comportamiento han sido evidentes desde los comienzos de la humanidad. A lo largo de la historia, la vida del hombre ha estado complementada e influenciada por la música, a la que se le han atribuido una serie de funciones. La música ha sido y es un medio de expresión y comunicación no verbal, que debido a sus efectos emocionales y de motivación se ha utilizado como instrumento para manipular y controlar el comportamiento del grupo y del individuo.
En muchos casos ha sido demostrado que la música en los niños ayuda a mejorar su aprendizaje además la música los aleja de las calles y pueden expresar sus sentimientos.
La música facilita el establecimiento y la permanencia de las relaciones humanas, contribuyendo a la adaptación del individuo a su medio. Por otra parte, la música es un estímulo que enriquece el proceso sensorial, cognitivo (pensamiento, lenguaje, aprendizaje y memoria) y también enriquece los procesos motores, además de fomentar la creatividad y la disposición al cambio. Así, diversos tipos de música pueden reproducir diferentes estados de ánimo, que a su vez pueden repercutir en tareas psicomotoras y cognitivas. Todo ello depende de la actividad de nuestro sistema nervioso central.
La audición de estímulos musicales, placenteros o no, producen cambios en algunos de los sistemas de neurotransmisión cerebral. Por ejemplo: los sonidos desagradables producen un incremento en los niveles cerebrales de serotonina, una neurohormona que se relaciona con los fenómenos de agresividad y depresión.
Existen 2 tipos principales de música en relación con sus efectos: 
- la música sedante, que es de naturaleza melódica sostenida, y se caracteriza por tener un ritmo regular, una dinámica predecible, consonancia armónica y un timbre vocal e instrumental reconocido con efectos tranquilizantes
- la música estimulante, que aumenta la energía corporal, induce a la acción y estimula las emociones.

La música influye sobre el individuo a 2 niveles primarios diferentes: la movilización y la musicalización: la movilización: la música es energía y por tanto moviliza a los seres humanos a partir de su nacimiento y aún desde la etapa prenatal. A través de la escucha o la creación, la música imprime una energía de carácter global que circula libremente en el interior de la persona para proyectarse después a través de las múltiples vías de expresión disponibles.
La música, al igual que otros estímulos portadores de energía, produce un amplio abanico de respuestas que pueden ser inmediatas, diferidas, voluntarias o involuntarias. Dependiendo de las circunstancias personales (edad, etapa de desarrollo, estado anímico, salud psicológica, apetencia) cada estímulo sonoro o musical puede inducir una variedad de respuestas en las que se integran, tanto los aspectos biofisiológicos como los aspectos efectivos y mentales de la persona. Así, el bebé agita sus miembros cuando reconoce una canción entonada por su madre, los adolescentes se reconfortan física y anímicamente escuchando una música ruidosa e incluso les ayuda a concentrarse mejor en el estudio.
Dado que la musicoterapia constituye una aplicación funcional de la música con fines terapéuticos, se preocupa esencialmente de promover a través del sonido y la música, una amplia circulación energética en la persona, a investigar las múltiples transformaciones que induce en el sujeto el impulso inherente al estímulo sonoro y a aplicar la música para solventar problemas de origen psicosomático.
La musicalización: el sonido produce una musicalización de la persona, es decir, la impregna interiormente dejando huella de su paso y de su acción. Así, la música que proviene del entorno o de la experiencia sonora pasa a integrar un fondo o archivo personal, lo que puede denominarse como mundo sonoro interno. Por tanto, nuestra conducta musical es una proyección de la personalidad, utilizando un lenguaje no verbal. Así, escuchando o produciendo música nos manifestamos tal como somos o como nos encontramos en un momento determinado, reaccionando de forma pasiva, activa, hiperactiva, temerosa... Cada individuo suele consumir la música adecuada para sus necesidades, ya sea absorbiéndole de forma pasiva o creándole de forma activa. Toda expresión musical conforma un discurso no verbal que refleja ciertos aspectos del mundo sonoro interno y provoca la movilización y consiguiente proyección del mundo sonoro con fines expresivos y de comunicación.

## Beneficios que da la musicoterapia a las personas mayores
- Cognitivo. La musicoterapia, en este caso ayuda al aprendizaje, mejora la orientación en la realidad, aumenta la capacidad de atención y concentración y mantiene o mejora las habilidades verbales y de comunicación.
- Físico. La musicoterapia, en este punto, ayuda a mantener la movilidad de las articulaciones y aumenta la fuerza del músculo. También promueve la relajación, reduce la agitación y disminuye los niveles de ansiedad.
- Socioemocional. La musicoterapia aumenta la interacción y comunicación social, reduce y previene el aislamiento y mejora las habilidades sociales y la autoestima.
- Espiritual. La musicoterapia facilita espacios de reflexión sobre temas trascendentales que preocupan a los mayores.

## Tratamiento para trastornos neurológicos
El uso de la musicoterapia en el tratamiento de enfermedades mentales y trastornos neurológicos está incrementando. La musicoterapia ha demostrado efectividad en el tratamiento de los síntomas de varios de estos desórdenes incluyendo: esquizofrenia, amnesia, demencia, Alzheimer, Parkinson, depresión, ansiedad, problemas conductuales, afasia, trastornos del habla y Síndrome de Tourette, entre otros. Mientras que la musicoterapia ha sido aplicada por varios años, hasta mediados de 1980, pequeñas investigaciones empíricas han estado brindando soporte a la eficacia del tratamiento.
Desde entonces, más investigaciones se han centrado en determinar la eficacia y los mecanismos fisiológicos subyacentes que conducen a una mejora importante en los síntomas. Por ejemplo, un meta-estudio que abarca 177 pacientes (más de 9 estudios) (¿Qué meta-estudio?) mostró un efecto significativo (¿Qué efecto?) en muchos de los síntomas negativos de psicopatologías, en particular en los trastornos del desarrollo y del comportamiento. La musicoterapia fue especialmente eficaz para mejorar el enfoque y la atención, y en la disminución de los síntomas negativos como la ansiedad y el aislamiento.
En un estudio en México se concluyó que la aplicación de la musicoterapia incrementa el beneficio del uso de los medicamentos Antipsicóticos y por ende mejorar el funcionamiento de las personas con trastornos psicóticos,

## Los elementos de la música en la labor musicoterapéutica
La influencia de cada uno de los elementos de la música en la mayoría de los individuos es la siguiente, aunque como se menciona anteriormente en este mismo artículo, es imposible predecir los efectos que la música puede producir en un sujeto. Según los desarrollos del musicoterapeuta noruego Dr. Even Ruud, la vivencia musical o la respuesta significativa a la música se encuentra teñida en su totalidad por la biografía musical del oyente, es decir por su situación histórica o cultural específica. Desde esta perspectiva la vivencia que se experimenta cuando se escucha música no constituye una respuesta natural o universal de la música, sino una forma de relacionarse con la cultura, de una forma de construir una identidad personal.
Las investigaciones en psicología y antropología musicales demuestran que la música se percibe y es respondida de manera individual, o en correspondencia con ciertas normas culturales. El significado extraído de la música por cada persona, los valores atribuidos, y las acciones que surgen de su influencia, no son previsibles en el sentido etnocéntrico implícito en la mayoría de las investigaciones sobre los efectos de la música.
- Tiempo: los tiempos lentos, entre 60 y 80 pulsos por minuto, suscita impresiones de dignidad, de calma, de sentimentalismo, serenidad, ternura y tristeza. Los tiempos rápidos de 100 a 150 pulsos por minuto, suscitan impresiones alegres, excitantes y vigorosas.
- Ritmo: los ritmos lentos inducen a la paz y a la serenidad, y los rápidos suelen producir la activación motora y la necesidad de exteriorizar sentimientos, aunque también pueden provocar situaciones de estrés.
- Armonía: Se da al sonar varios sonidos a la vez. A todo el conjunto se le llama acorde. Los acordes consonantes están asociados al equilibrio, el reposo y la alegría. Los acordes disonantes se asocian a la inquietud, el deseo, la preocupación y la agitación.
- Tonalidad: los modos mayores suelen ser alegres, vivos y graciosos, provocando la extroversión de los individuos. Los modos menores presentan unas connotaciones diferentes en su expresión e influencia. Evocan el intimismo, la melancolía y el sentimentalismo, favoreciendo la introversión del individuo.
- La altura: las notas agudas actúan frecuentemente sobre el sistema nervioso provocando una actitud de alerta y aumento de los reflejos. También ayudan a despertarnos o sacarnos de un estado de cansancio. El oído es sensible a las notas muy agudas, de forma que si son muy intensas y prolongadas pueden dañarlo e incluso provocar el descontrol del sistema nervioso. Los sonidos graves suelen producir efectos sombríos, una visión pesimista o una tranquilidad extrema.
- La intensidad: es uno de los elementos de la música que influyen en el comportamiento. Así, un sonido o música tranquilizante puede irritar si el volumen es mayor que lo que la persona puede soportar.
- La instrumentación: los instrumentos de cuerda suelen evocar el sentimiento por su sonoridad expresiva y penetrante. Mientras los instrumentos de viento destacan por su poder alegre y vivo, dando a las composiciones un carácter brillante, solemne, majestuoso. Los instrumentos de percusión se caracterizan por su poder rítmico, liberador y que incita a la acción y el movimiento.

## La influencia de la música en el desarrollo evolutivo del niño
La música es un arte y un lenguaje de expresión y comunicación que se dirige al ser humano en todas sus dimensiones, desarrollando y cultivando el espíritu, la mente y el cuerpo. A través de la música se puede educar íntegra y armónicamente al niño/a. además es muy importante que el niño/a relacione la música con la actividad, el juego, el movimiento y la alegría, de forma que le ayude a expresar de forma espontánea y afectivamente las sensaciones musicales.
La música como lenguaje expresivo y de comunicación no requiere ni exige actividades especiales. Por tanto, cualquier niño/a tiene su propia musicalidad en menor o mayor medida. Es una característica que se debe potenciar y desarrollar desde las edades más tempranas, así lo señalan psicólogos como Davison o Hargreaves, afirmando que la musicalidad constituye una de las actitudes más valiosas de tipo humanístico y no una habilidad aislada o altamente especializada, siendo la primera infancia la etapa más propicia para su desarrollo. Es entonces cuando los niños/as establecen sus primeros contactos con los elementos musicales a través de instrumentos sencillos, la voz y su propio cuerpo, adquiriendo técnicas que le van a permitir utilizar la música como lenguaje y medio expresivo.
Los primeros tres años de la vida de un niño son un período muy especial durante el cual los padres y los bebés pueden hacer una música hermosa juntos, y pueden usar esta música para construir poderosas conexiones entre sí. El gozo mutuo experimentado por padres e hijos mientras comparten momentos musicales fortalece sus vínculos. Ese vínculo será el modelo para las relaciones cercanas del niño durante toda su vida. Establecer esos lazos con su bebé de manera musical simplemente se da como algo natural. En todo el mundo, cuando los padres les hablan a sus pequeños, ajustan sus voces para hacerlas más líricas, más rítmicas... en resumen, más musicales. Cuando su bebé responde se produce una especie de dúo, reforzando el amor y la confianza que ustedes comparten.
La música es también una manera única y poderosa para que los niños creen vínculos con sus raíces. Una canción espiritual afroamericana, una canción de cuna yídish o irlandesa, una canción folklórica mexicana.... todas introducen a su bebé a la herencia familiar en una manera que va más allá de las palabras o las fotografías.Y conectarse con sus raíces es otra forma de lograr que un niño se sienta a salvo y más seguro.
Posibilidades psicofisiológicas:
La música contribuye a:
- Desarrollar la coordinación motriz con movimiento de asociación y disociación, equilibrio, marcha, etc.

- Desarrollar la discriminación auditiva aprendiendo sonidos y ruidos, recordándolos, reproduciéndolos.

Adquirir destrezas y medios de expresión corporales, instrumentales, gráficos, melódicos.
- Desarrollar la locución y la expresión oral mediante la articulación, vocalización, control de la voz, el canto.

- Controlar la respiración y las partes del cuerpo que intervienen en la fonación y el canto.

- Dotar de vivencias musicales enriquecedoras desde el punto de vista psicológico y físico.

Posibilidades afectivas, emocionales, de personalidad y cognitivas:
La música contribuye a:
- Reforzar la autoestima y la personalidad mediante la autorrealización.

- Elaborar pautas de conducta que faciliten la integración social.

- Liberar la energía reprimida y conseguir el equilibrio personal a través del ritmo.

- Sensibilizar afectiva y emocionalmente a través de los valores estéticos de la música.

- Desarrollar capacidades del intelecto como la imaginación, la memoria, la atención, la comprensión, de conceptos, la concentración o la agilidad mental.

Donde fracasan las palabras, la música habla
Hans Christian Andersen

## Música y discapacidad

### Contextualización de la discapacidad

#### Terminología propuesta por la O.M.S sobre: discapacidad y deficiencia
- Deficiencia: Dentro de la experiencia de la salud, una deficiencia es toda pérdida o anormalidad de una estructura o función psicológica, fisiológica o anatómica.
- Discapacidad: Dentro de la experiencia de la salud, una discapacidad es toda restricción o ausencia (debida a una deficiencia) de la capacidad de realizar una actividad en la forma o dentro del margen que se considera normal para un ser humano.

#### Clasificación de las distintas discapacidades
Existen tres grandes grupos en los cuales podríamos integrar todas las discapacidades que conocemos, estos serían:
- Discapacidad física: como, por ejemplo, parálisis cerebral, espina bífida, etc.
- Discapacidad psíquica: como, por ejemplo, retraso mental.
- Discapacidad sensorial: como, por ejemplo, deficiencia auditiva, deficiencia visual.

(No es correcto hablar de discapacidad física (No es correcto no separar Discapacidad Mental de Discapacidad Intelectual, son completamente diferentes. (la discapacidad sensorial también es física) podrían decir discapacidad motora, pero mejor que de discapacidad sería hablar de personas con dificultades a nivel neuro-motor o cognitivo, o sensorial o de personas con necesidades especiales a nivel motor, cognitivo, sensorial, etc.)

### Beneficios de la música en el trabajo con personas con discapacidad
Según Vaillancourt G. el niño además de ser un ser en desarrollo es un ser creativo y musical, ya que posee su propia música que expresa cómo funciona como vía de acceso de los sentidos que facilita y posibilita el aprendizaje. Además de resultar muy motivador y fomentar la capacidad de creación de la persona.
La música, puede utilizarse como material y método educativo, que además de puede implementar dentro de las terapias para mejorar o restablecer las capacidades físicas y psicológicas. Centrándonos en las personas con discapacidad, la música como terapia puede resultar realmente beneficiosa, tal y como veremos más adelante.
Siguiendo a Lacarcel Moreno J.(1995) la aplicación de la musicoterapia constata que muchos niños han mejorado considerablemente las condiciones asociadas a su discapacidad. En términos generales los beneficios pueden considerarse:
- Aumento de la comunicación y expresión, favoreciendo el desarrollo emocional.
- Mejora de la percepción y la motricidad.
- Favorecimiento de la expresión de problemas, inquietudes, miedos, bloqueos, actuando como alivio y diminutivo de la ansiedad.
- Equilibrio psicofísico y emocional.
- Mejora de las respuestas psicofisiológicas registradas en diferentes parámetros: encefalograma, reflejo psicogalvánico, ritmo cardíaco, amplitud respiratoria.
- Mejora del rendimiento corporal. Aumento también del riego sanguíneo cerebral.
- Acercamiento a niños que por su problemática resulta más complejo: autismo, psicosis, etc.

#### Musicoterapia aplicada al Trastorno del Espectro (TEA)
La musicoterapia aplicada al trastorno del espectro proporciona a las personas con esta condición una mayor comprensión de sí mismas y de su entorno, además de fomentar su adaptación en la sociedad.
Así mismo, contribuye a reducir los movimientos repetitivos y estereotipados, mejorando la comunicación gracias a diversas técnicas terapéuticas entre las que destacan:
- Prácticas de vocalización.
- Audición musical.
- Canto grupal.
- Tarareo de melodías.
- Respuesta espontánea a ritmos.

Investigaciones han demostrado los efectos positivos de la musicoterapia en el TEA. Un estudio publicado en la revista Pertanika Journal, que se llevó a cabo a lo largo de 10 meses y se aplicó a 41 niños con TEA, arrojó resultados sobresalientes. Se observó una disminución de la agitación física, agresividad y colapsos emocionales sin causa aparente.
Además, se ha verificado que la musicoterapia en el TEA mejora tanto la comunicación verbal como la no verbal fortaleciendo las relaciones interpersonales, ya que se realiza en grupos. Estos avances se logran mediante la expresión de sentimientos, pensamientos y emociones a través del baile y la música.
La musicoterapia también contribuye a estimular la percepción auditiva, visual y táctil, y gracias a la danza, ayuda a que las personas con TEA interactúen de manera más enriquecedora con su entorno, mejorando su capacidad para percibir estímulos.
En resumen, la música cuando se emplea adecuadamente con un propósito definido, puede ser una herramienta invaluable en la mejora de la calidad de vida de las personas con TEA.

### Objetivos de la musicoterapia para el trabajo con personas con discapacidad
Según Lacarcel, J. (1995): Existen dos objetivos principales de la aplicación terapéutica de la música en las personas con discapacidad:
- Mejorar la afectividad, la conducta, la perceptivo-motricidad, la personalidad y la comunicación.
- Mejorar las funciones psicofisiológicas tales como el ritmo respiratorio y cardíaco, y el restablecimiento de los ritmos biológicos a través de la música.

En cuanto a las mejoras psicofisiológicas:
- Desarrollo de las facultades perceptivomotrices que permitan un conocimiento de las organizaciones espaciales, temporales y corporales.
- Favorecimiento del desarrollo psicomotor: coordinación motriz y óculo motor, regulación motora, equilibrio, marcha, lateralidad, tonicidad.
- Integración y desarrollo del esquema corporal.
- Desarrollo sensorial y perceptivo.
- Desarrollo de la discriminación auditiva.
- Adquisición de destrezas y medios de expresión: corporales, instrumentales, gráficos, espaciales, melódicos, de color, temporales.
- Desarrollo de la locución y de la expresión oral mediante la articulación, vocalización, acentuación, control de la voz y expresión.
- Dotar al niño de vivencias musicales enriquecedoras que estimulen su actividad psíquica, física y emocional.

Sobre el aspecto afectivo, emocional y de personalidad:
- Sensibilización de valores estéticos de la música.
- Sensibilización afectiva y emocional.
- Acercamiento al mundo sonoro, estimulando intereses.
- Reforzamiento de la autoestima y personalidad mediante la autorrealización.
- Elaboración de pautas de conducta correctas.
- Desarrollo de la atención y observación de la realidad.
- Aumentar la confianza en sí mismo y la autoestima.
- Establecer o restablecer relaciones interpersonales.
- Integrar socialmente a la persona.

## Estudios científicos actuales
Actualmente se sigue investigando los beneficios de la música en las personas. En este apartado se va a realizar una síntesis de los estudios científicos que han realizado una revisión sistemática acerca sobre este concepto:
- La música podría ayudar a reducir la ansiedad y el dolor entre los pacientes que se someten a cirugías o procedimientos. Los hallazgos de esta revisión podrían ayudar a los equipos médicos a elegir una metodología práctica para las intervenciones musicales[7]
- Se realizaron ciertas actividades (no solo musicales)  para afrontar  situaciones estresantes por parte de estudiantes universitarios de pregrado durante el período de confinamiento por Covid-19 en Uganda[8]
- Reducción de la masa magra. Se realizó una comparación entre mujeres que caminaban con música y sin música. Las mujeres que caminaban con música redujo la masa grasa en relación con el aumento de la masa libre de grasa (P<0,05) y mejoró la frecuencia cardíaca de recuperación (P<0,05) al modificar el control autonómico cardíaco en las pruebas de esfuerzo posteriores a la cinta rodante. Por lo tanto, caminar a paso ligero con la música preferida puede ser una herramienta para retrasar la progresión de la disfunción cardiovascular en mujeres mayores.[9]